# Obelisco a Dom João VI
O Obelisco Dom João VI é um monumento brasileiro localizado em Salvador, capital do estado da Bahia.

## História
Em 1815, foi inaugurado no Passeio Público como sendo o primeiro monumento lápide da Bahia; em forma piramidal, em mármore português, comemorativo da passagem do príncipe regente dom João VI e da família real portuguesa por Salvador em 1808.
Em 1913, o monumento foi retirado e transferido para a Praça da Aclamação, em frente ao Palácio da Aclamação, na avenida Sete de Setembro.